# Provincia di Herat
Herat è una provincia dell'Afghanistan di 1 578 200 abitanti, che ha come capoluogo Herat.
Confina con il Turkmenistan (province di Ahal e di Mary) a nord, con le province di Badghis a nord-est, di Ghowr a est e di Farah a sud e con l'Iran (Khorasan) a ovest.

## La guerra
Durante la guerra la regione è stata teatro di violenti scontri tra le forze della NATO e i talebani. La zona è stata presidiata alle truppe italiane.

## Amministrazioni
La provincia di Herat è divisa in 16 distretti:
| Distretti della Provincia di Herat | - Adraskan - Chishti Sharif - Farsi - Ghoryan - Gulran - Guzara - Herat - Injil - Karukh - Kohsan - Kushk - Kushki Kuhna - Obe - Pashtun Zarghun - Shindand - Zinda Jan |